# Boulleret
Boulleret là một xã thuộc tỉnh Cher trong vùng Centre-Val de Loire miền trung Pháp.

## Dân số
| 1962                                | 1968 | 1975 | 1982 | 1990 | 1999 | 2006 |
| ----------------------------------- | ---- | ---- | ---- | ---- | ---- | ---- |
| 1299                                | 1342 | 1345 | 1417 | 1433 | 1421 | 1390 |
| Từ năm 1962 Dân số không tính trùng |      |      |      |      |      |      |